# Juniperus rigida
Juniperus rigida é uma espécie de conífera da família Cupressaceae.
Pode ser encontrada nos seguintes países: China, Japão, Coreia do Norte, Coreia do Sul, Mongólia e Rússia.